# آپکار بالتازار
آپکار بالتازار (انگلیسی: Apcar Baltazar؛ زاده ۲۶ فوریه ۱۸۸۰ – درگذشته ۲۶ سپتامبر ۱۹۰۹) نقاش، مقاله‌نویس، تصویرگر، و سازنده ظروف سفالین ارمنی‌تبار اهل رومانی بود.

## نگارخانه

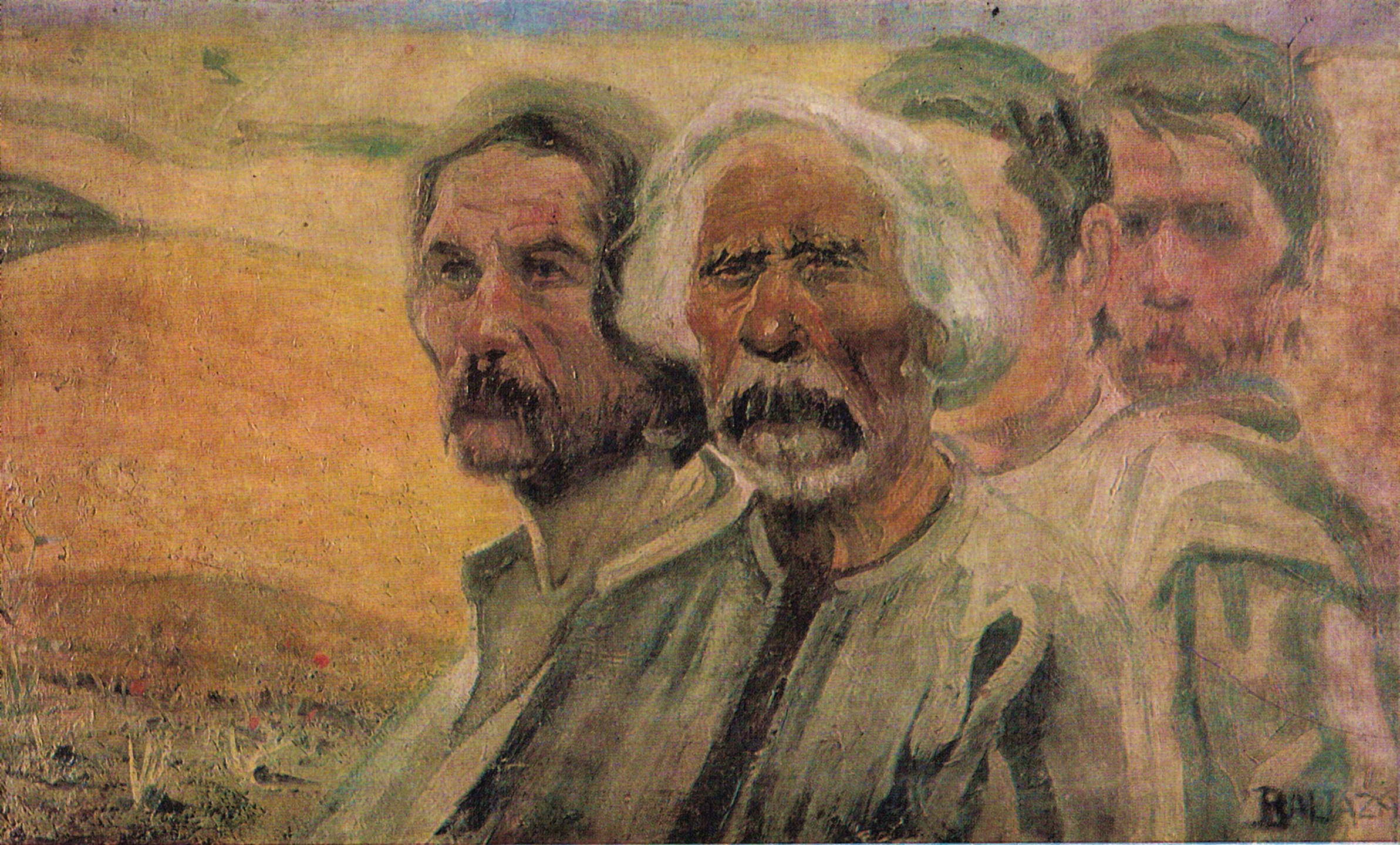
روستاییان
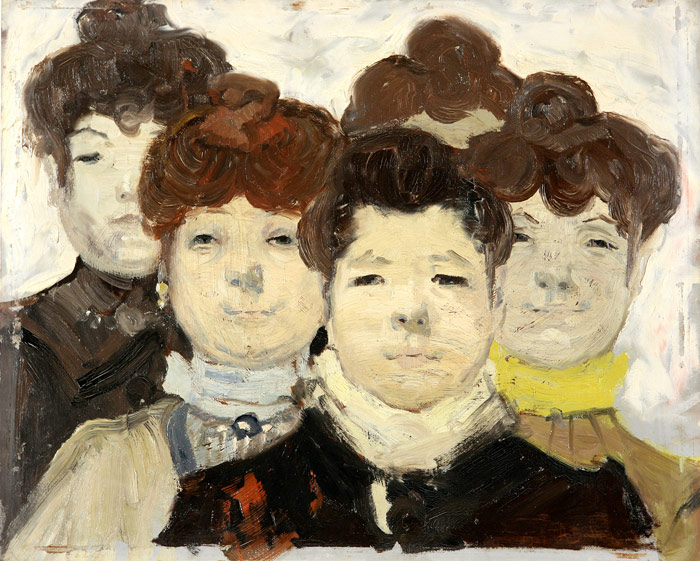
Women of  Haimanale
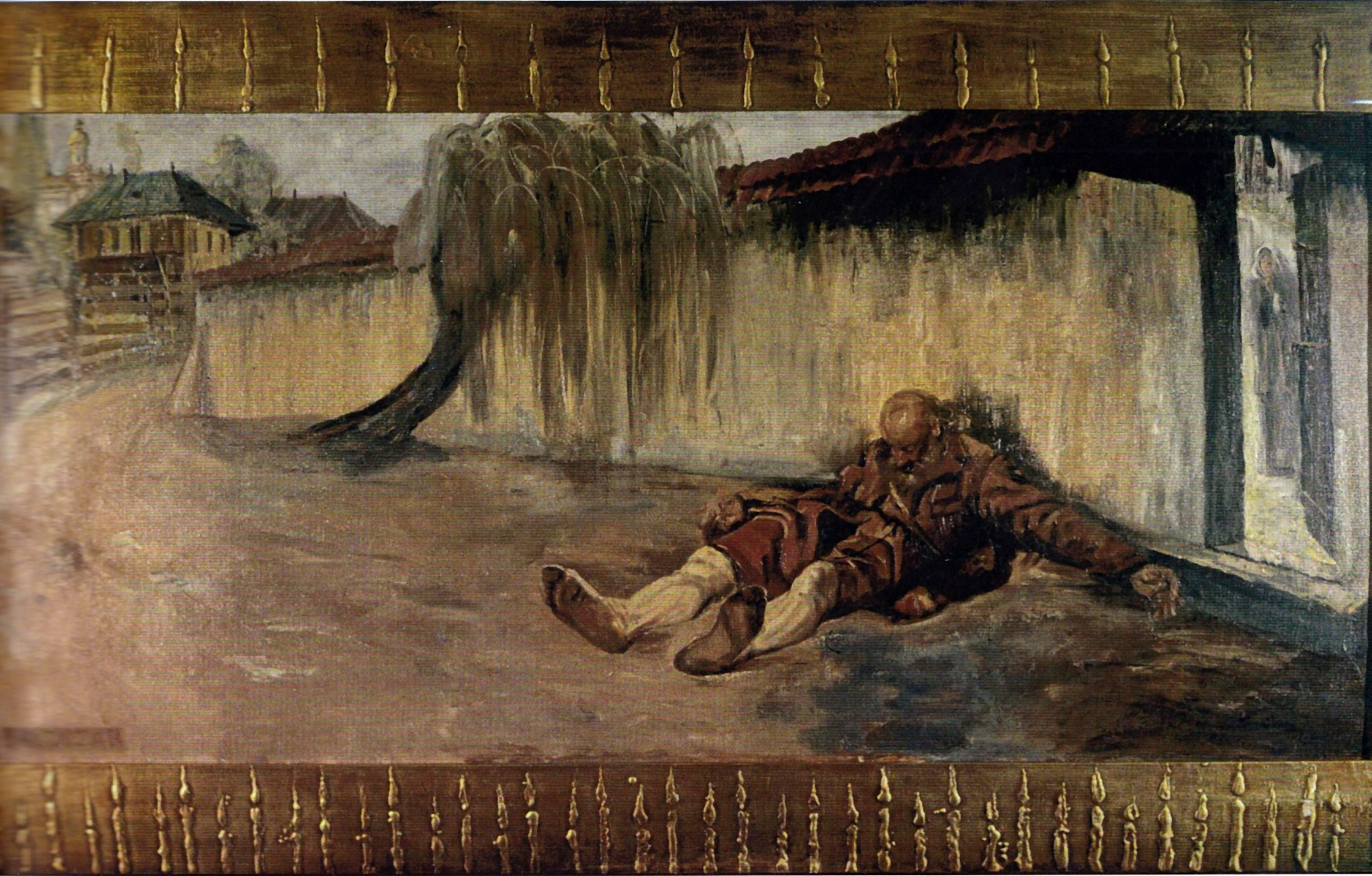
مرگ Lumânărică, بر اساس داستانی نوشته کنستانتین نگروتسی

{